# Dlančnica
Dlančnice (latinsko ossa metacarpi) obsegajo pet kosti v roki, ki so po videzu in nastanku dolge kosti. Imajo bazo (basis), ki leži proksimalno, telo (corpus) in glavo (caput), ki leži distalno.